# Grand Prix Monako 1963
Grand Prix Monako 1963 (oryg. Grand Prix Automobile de Monaco), Grand Prix Europy 1963 – 1. runda Mistrzostw Świata Formuły 1 w sezonie 1963, która odbyła się 26 maja 1963, po raz 10. na torze Circuit de Monaco.
21. Grand Prix Monako, 10. zaliczane do Mistrzostw Świata Formuły 1.

## Wyniki

### Kwalifikacje
Źródło: statsf1.com
| P  | Nr | Kierowca            | Konstruktor(-silnik) | Opony | Czas   | Odstęp | Strata | Poz.s. |
| -- | -- | ------------------- | -------------------- | ----- | ------ | ------ | ------ | ------ |
| 1  | 9  | Jim Clark           | Lotus-Climax         | D     | 1:34,3 | –      | –      | 1      |
| 2  | 6  | Graham Hill         | BRM                  | D     | 1:35,0 | +0,7   | +0,7   | 2      |
| 3  | 21 | John Surtees        | Ferrari              | D     | 1:35,2 | +0,2   | +0,9   | 3      |
| 4  | 5  | Richie Ginther      | BRM                  | D     | 1:35,2 | +0,0   | +0,9   | 4      |
| 5  | 14 | Innes Ireland       | Lotus-BRM            | D     | 1:35,5 | +0,3   | +1,2   | 5      |
| 6  | 4  | Dan Gurney          | Brabham-Climax       | D     | 1:35,8 | +0,3   | +1,5   | 6      |
| 7  | 20 | Willy Mairesse      | Ferrari              | D     | 1:35,9 | +0,1   | +1,6   | 7      |
| 8  | 7  | Bruce McLaren       | Cooper-Climax        | D     | 1:36,0 | +0,1   | +1,7   | 8      |
| 9  | 10 | Trevor Taylor       | Lotus-Climax         | D     | 1:37,2 | +1,2   | +2,9   | 9      |
| 10 | 8  | Tony Maggs          | Cooper-Climax        | D     | 1:37,9 | +0,7   | +3,6   | 10     |
| 11 | 11 | Jo Bonnier          | Cooper-Climax        | D     | 1:38,6 | +0,7   | +4,3   | 11     |
| 12 | 25 | Jo Siffert          | Lotus-BRM            | D     | 1:39,4 | +0,8   | +5,1   | 12     |
| 13 | 12 | Jim Hall            | Lotus-BRM            | D     | 1:41,0 | +1,6   | +6,7   | 13     |
| 14 | 17 | Maurice Trintignant | Lola-Climax          | D     | 1:41,3 | +0,3   | +7,0   | 14     |
| 15 | 15 | Chris Amon          | Lola-Climax          | D     | 1:41,4 | +0,1   | +7,1   | NW     |
| 16 | 24 | Bernard Collomb     | Lotus-Climax         | D     | 1:43,3 | +1,9   | +9,0   | NZ     |
| 17 | 3  | Jack Brabham        | Lotus-Climax         | D     | 1:44,7 | +1,4   | +10,4  | 15     |
| P  | Nr | Kierowca            | Konstruktor(-silnik) | Opony | Czas   | Odstęp | Strata | Poz.s. |

### Wyścig
Źródła: statsf1.com
| P                                                     | + / – | Nr | Kierowca            | Konstruktor    | Opony | Okr. | Czas / Strata | Komentarz                                 |
| ----------------------------------------------------- | ----- | -- | ------------------- | -------------- | ----- | ---- | ------------- | ----------------------------------------- |
| 1                                                     | 1     | 6  | Graham Hill         | BRM            | D     | 100  | 2:41:49,7     |                                           |
| 2                                                     | 2     | 5  | Richie Ginther      | BRM            | D     | 100  | +4,6          |                                           |
| 3                                                     | 5     | 7  | Bruce McLaren       | Cooper-Climax  | D     | 100  | +12,8         |                                           |
| 4                                                     | 1     | 21 | John Surtees        | Ferrari        | D     | 100  | +14,1         |                                           |
| 5                                                     | 5     | 8  | Tony Maggs          | Cooper-Climax  | D     | 98   | +2 okr.       |                                           |
| 6                                                     | 3     | 10 | Trevor Taylor       | Lotus-Climax   | D     | 98   | +2 okr.       |                                           |
| 7                                                     | 4     | 11 | Jo Bonnier          | Cooper-Climax  | D     | 94   | +6 okr.       |                                           |
| 8                                                     | 7     | 9  | Jim Clark           | Lotus-Climax   | D     | 78   | +22 okr.      | skrzynia biegów                           |
| 9                                                     | 6     | 3  | Jack Brabham        | Lotus-Climax   | D     | 77   | +23 okr.      | skrzynia biegów                           |
| Niesklasyfikowani                                     |       |    |                     |                |       |      |               |                                           |
|                                                       |       | 14 | Innes Ireland       | Lotus-BRM      | D     | 40   | +60 okr.      | wypadek                                   |
|                                                       |       | 20 | Willy Mairesse      | Ferrari        | D     | 37   | +63 okr.      | sprzęgło                                  |
|                                                       |       | 17 | Maurice Trintignant | Lola-Climax    | D     | 34   | +66 okr.      | wyciek paliwa                             |
|                                                       |       | 4  | Dan Gurney          | Brabham-Climax | D     | 25   | +75 okr.      | przekładnia                               |
|                                                       |       | 12 | Jim Hall            | Lotus-BRM      | D     | 20   | +80 okr.      | skrzynia biegów                           |
|                                                       |       | 25 | Jo Siffert          | Lotus-BRM      | D     | 3    | +97 okr.      | silnik                                    |
| Niezakwalifikowani                                    |       |    |                     |                |       |      |               |                                           |
|                                                       |       | 24 | Bernard Collomb     | Lotus-Climax   | D     | 0    |               | nie zakwalifikował się                    |
| Nie wystartowali / niedopuszczeni do ponownego startu |       |    |                     |                |       |      |               |                                           |
|                                                       |       | 15 | Chris Amon          | Lola-Climax    | D     | 0    |               | samochód prowadzony przez innego kierowcę |
|                                                       |       | 1  | Phil Hill           | ATS            | D     | 0    |               | brak sprawnego samochodu                  |
|                                                       |       | 2  | Giancarlo Baghetti  | ATS            | D     | 0    |               | brak sprawnego samochodu                  |
|                                                       |       | 16 | John Campbell-Jones | Lotus-Climax   | D     | 0    |               | brak sprawnego samochodu                  |
|                                                       |       | 18 | Ian Burgess         | Scirocco-BRM   | D     | 0    |               | brak sprawnego samochodu                  |
|                                                       |       | 19 | Tony Settember      | Scirocco-BRM   | D     | 0    |               | brak sprawnego samochodu                  |
|                                                       |       | 22 | Nasif Estéfano      | De Tomaso      | D     | 0    |               | brak sprawnego samochodu                  |
|                                                       |       | 23 | Lorenzo Bandini     | BRM            | D     | 0    |               | brak sprawnego samochodu                  |
| P                                                     | + / – | Nr | Kierowca            | Konstruktor    | Opony | Okr. | Czas / Strata | Komentarz                                 |

### Najszybsze okrążenie
Źródło: statsf1.com
| Nr | Kierowca     | Konstruktor | Czas   | Okr. |
| -- | ------------ | ----------- | ------ | ---- |
| 21 | John Surtees | Ferrari     | 1:34,5 | 100  |

### Prowadzenie w wyścigu
Źródło: statsf1.com
| Nr                              | Kierowca    | Konstruktor  | Okrążenia    | Suma |
| ------------------------------- | ----------- | ------------ | ------------ | ---- |
| 9                               | Jim Clark   | Lotus-Climax | 18-78        | 61   |
| 6                               | Graham Hill | BRM          | 1-17, 79-100 | 39   |
| \| Wykres \| \| ------ \| \| \| |             |              |              |      |
| Wykres                          |             |              |              |      |
|                                 |             |              |              |      |

## Klasyfikacja po wyścigu
Pierwsza szóstka otrzymywała punkty według klucza 9-6-4-3-2-1. Liczone było tylko 6 najlepszych wyścigów danego kierowcy.
Uwzględniono tylko kierowców, którzy zdobyli jakiekolwiek punkty
| P | +/− | Kierowca       | Starty | Punkty | P1 | P2 | P3 | PP | NO | NS |
| - | --- | -------------- | ------ | ------ | -- | -- | -- | -- | -- | -- |
| 1 | N   | Graham Hill    | 1      | 9      | 1  | –  | –  | –  | –  | –  |
| 2 | N   | Richie Ginther | 1      | 6      | –  | 1  | –  | –  | –  | –  |
| 3 | N   | Bruce McLaren  | 1      | 4      | –  | –  | 1  | –  | –  | –  |
| 4 | N   | John Surtees   | 1      | 3      | –  | –  | –  | –  | 1  | –  |
| 5 | N   | Tony Maggs     | 1      | 2      | –  | –  | –  | –  | –  | –  |
| 6 | N   | Trevor Taylor  | 1      | 1      | –  | –  | –  | –  | –  | –  |
| P | +/− | Kierowca       | Starty | Punkty | P1 | P2 | P3 | PP | NO | NS |

### Konstruktorzy
Tylko jeden, najwyżej uplasowany kierowca danego konstruktora, zdobywał dla niego punkty. Również do klasyfikacji zaliczano 6 najlepszych wyników.
| P                 | +/− | Konstruktor    | Starty | Punkty | P1 | P2 | P3 | PP | NO | NS |
| ----------------- | --- | -------------- | ------ | ------ | -- | -- | -- | -- | -- | -- |
| 1                 | N   | BRM            | 2      | 9      | 1  | 1  | –  | –  | –  | –  |
| 2                 | N   | Cooper-Climax  | 3      | 4      | –  | –  | 1  | –  | –  | –  |
| 3                 | N   | Ferrari        | 2      | 3      | –  | –  | –  | –  | 1  | 1  |
| 4                 | N   | Lotus-Climax   | 3      | 1      | –  | –  | –  | 1  | –  | –  |
| Niesklasyfikowani |     |                |        |        |    |    |    |    |    |    |
|                   |     | Lotus-BRM      | 3      | 0      | –  | –  | –  | –  | –  | 3  |
|                   |     | Brabham-Climax | 1      | 0      | –  | –  | –  | –  | –  | 1  |
|                   |     | Lola-Climax    | 1      | 0      | –  | –  | –  | –  | –  | 1  |
| P                 | +/− | Kierowca       | Starty | Punkty | P1 | P2 | P3 | PP | NO | NS |